# Küllo Kõiv
Küllo Kõiv (ur. 14 lipca 1972 w Vana-Võidu, zm. 29 czerwca 1998 w Viljandi) – estoński zapaśnik.

## Kariera
W 1988 został mistrzem Estonii w wadze do 57 kg. Rok później powtórzył to osiągnięcie w wadze do 62 kg. W 1990 ponownie zdobył mistrzostwo Estonii, tym razem w wadze do 68 kg. W 1991 kolejny raz został mistrzem Estonii w tej samej wadze. W 1992 wywalczył następne mistrzostwo kraju w wadze do 68 kg. W tym samym roku został również wicemistrzem Europy do lat 20 w tej samej wadze, zajął 4. miejsce na seniorskich mistrzostwach Europy w tej samej wadze, a także wystartował na igrzyskach olimpijskich, na których odpadł w drugiej rundzie zawodów w grupie B w tej samej wadze. W 1994 został mistrzem Estonii w wadze do 74 kg, był 11. na mistrzostwach Europy w wadze do 68 kg oraz zajął 11. miejsce na mistrzostwach świata w tej samej wadze. W 1995 uplasował się na 6. pozycji na mistrzostwach Europy w wadze do 68 kg oraz był 11. na mistrzostwach świata w tej samej wadze. W 1996 zajął 7. miejsce na igrzyskach olimpijskich w wadze do 68 kg oraz 4. na mistrzostwach Europy w tej samej wadze. W 1997 był 4. na mistrzostwach Europy w wadze do 76 kg i 8. na mistrzostwach świata w tej samej wadze. W 1998 został mistrzem Estonii w wadze do 76 kg, a także zajął 10. miejsce na mistrzostwach Europy w tej samej wadze.

## Śmierć
Zginął w nocy z 29 na 30 czerwca 1998 w wypadku samochodowym. Prowadzący pojazd znajomy zapaśnika utracił kontrolę nad pojazdem i uderzył w drzewo. Kõiv w wyniku obrażeń zginął na miejscu, natomiast kierowca i drugi pasażer trafili do szpitala.

## Upamiętnienie
Rok po śmierci zapaśnika, w Viljandi odsłonięto pamiątkowy kamień na jego cześć, a także rozpoczęto organizację memoriału Küllo Kõiva.